# Gadžievo

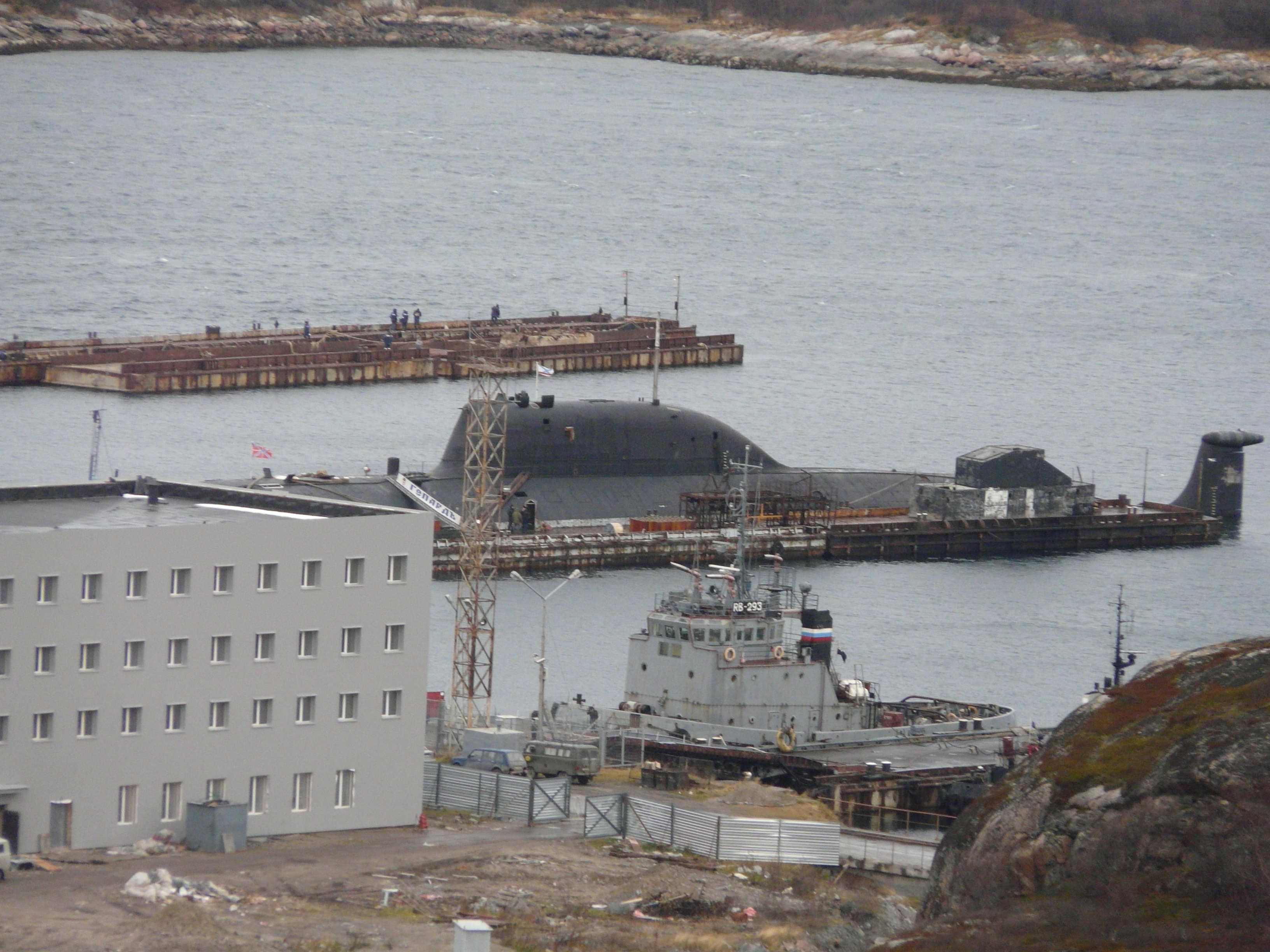
Immagine del sottomarino nucleare classe Akula K-335 Gepard nel porto di Gadžievo

Gadžievo (in russo Гаджиево?) è una città della Russia europea nordoccidentale, situata nella penisola di Kola nell'Oblast' di Murmansk.
È una delle città chiuse fin dai tempi dell'Unione Sovietica, data l'importanza della sua base navale come sede di importanti installazioni militari. Fa ora parte del distretto urbano chiuso di Aleksandrovsk assieme alle città di Poljarnyj e Snežnogorsk.

## Storia
La cittadina venne fondata nel 1957 con il nome di Jagel'naja Guba (Я́гельная Губа́); cambiò ripetutamente nome, diventando nel 1967 Gadžievo, nel 1981 Skalistyj (Скали́стый), tornando nel 1999 al nome attuale. Gadžievo è comunque sempre stata informalmente conosciuta come Murmansk-130.
Lo status di città chiusa è del 1981.

## Società

### Evoluzione demografica
Fonte: mojgorod.ru
- 1996: 17.200
- 2002: 12.180
- 2006: 12.600
- 2020: 9.200